# A pszkovi lány
A pszkovi lány Nyikolaj Andrejevics Rimszkij-Korszakov első, 1873-ban, a szentpétervári Mariinszkij Színházban bemutatott operája. A darabot szerzője az ötöknek ajánlotta.

## Az opera története
Rimszkij-Korszakov 1868-ban kezdte el első operájának megkomponálását Lev Alekszandrovics Mej színdarabja nyomán, és csak négy évvel később fejezte azt be. Az ősbemutató 1873. január 13-án zajlott le a Mariinszkij Színházban, a darab kedvező fogadtatásban részesült, de csak pár előadást ért meg. Maga a szerző művét egyfajta inasmunkának tekintette, amelyet később időről időre javítgatott. Az eredetileg két felvonást 1895-ben toldotta meg még eggyel, majd az 1901-es moszkvai bemutatóra prológussal látta el a művét, és több új áriát is komponált hozzá. Mivel A pszkovi lány cím nem sokat mondott volna a külföldi közönségnek, ezért Szergej Pavlovics Gyagilev javaslatára Rimszkij-Korszakov Rettegett Ivánra változtatta az opera címét. A párizsi bemutatón Fjodor Saljapin énekelte a címszerepet, Nyikolaj Nyikolajovics Cserepin vezényelte az előadást. Az opera Franciaországban hatalmas sikert aratott, melynek következtében hamarosan színre került több más európai országban is, többek között 1912-ben Milánóban, majd a következő évben Londonban, 1924-ben Krefeldben, 1927-ben pedig Barcelonában. A második világháború után Palermóban (1959), Genovában (1969) és Belgrádban (1972) is bemutatták. 1971-ben a Bolsoj Színház is felújította a darabot.
Rimszkij-Korszakov Muszorgszkijt követte, amikor első operájának komponálása során a szöveg valósághű ábrázolását tartotta szem előtt. A pszkovi lány is tele van kaotikus tömegjelenetekkel, de Rimszkij-Korszakov Iván cárja nem hatol olyan lelki mélységekbe, mint Muszorgszkij Borisz Godunovja. A főbb szereplők monológszerű magánjeleneteket kaptak, a zenei alapszövetet áthatja az orosz folklór világa.

## Az opera szereplői

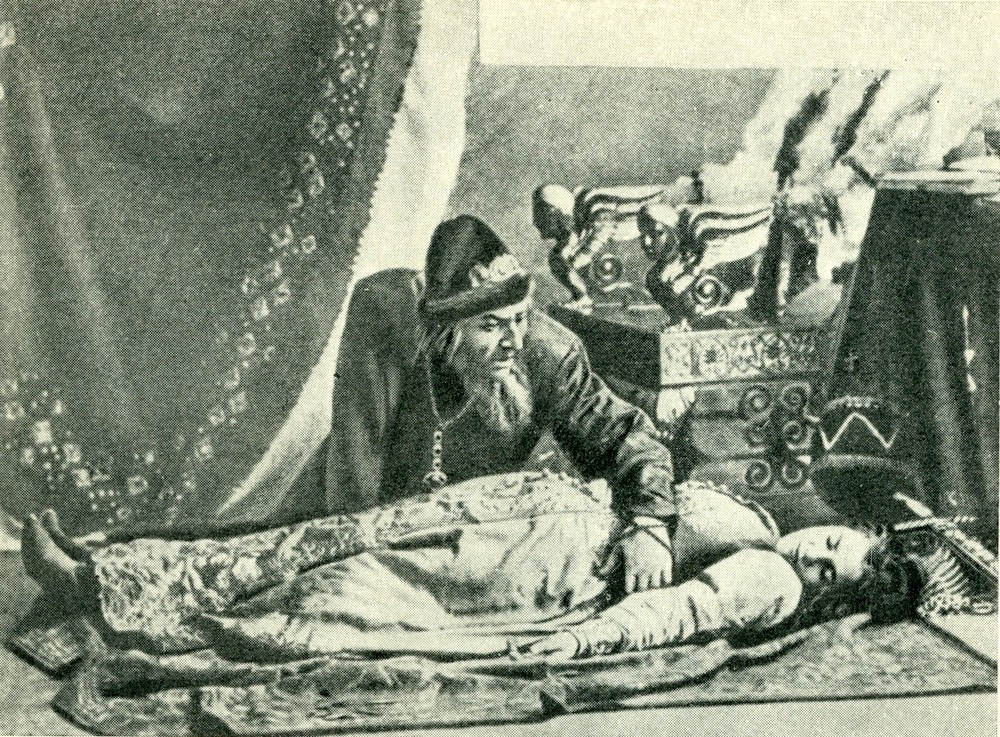
Saljapin IV. Iván cár szerepében (Moszkva, 1896.)

| Szereplő                       | Hangfekvés |
| ------------------------------ | ---------- |
| IV. Iván cár                   | basszus    |
| Jurij Ivanovics Tokamov herceg | bariton    |
| Nyikita Matuta, bojár          | tenor      |
| Mihail Tucsa                   | tenor      |
| Olga Jurevna Tokamova hercegnő | szoprán    |
| Vjazemszkij herceg             | bariton    |
| Vlaszjevna                     | szoprán    |
| Sztyosa                        | tenor      |
| Jeliszej Bomelij, a cár orvosa | tenor      |
| Sentinel                       | bariton    |
| Hírnök                         | tenor      |

- Történik: Pszkovban, 1570 táján.

## Az opera cselekménye

### I. felvonás
Tokamov herceg lányát Matutának szánja, de Olga a szegény Mihail Tucsát szereti. A lány kihallgatja apja és Matuta beszélgetését, amelyből kiderül, hogy Olga nem a herceg gyermeke, hanem a fiatalon elhalálozott Vera Selogának, apja nővérének házasságon kívül született lánya. Mivel Vera nem nevezte meg Olga apját, így Tokamov a sajátjaként nevelte fel. Ezután egy hírnök jelenti, hogy Rettegett Iván Novgorod elfoglalása után Pszkov városa ellen akarja vezetni hadait. Tucsa felszólítja a város lakóit az ellenállásra, de Tokamov azt tervezi, hogy kiegyezik a cárral és átadja neki Pszkovot. Tucsa ennek ellenére nem hajlandó megbékélni, és híveivel a közeli hegyekbe vonul vissza.

### II. felvonás
Iván bevonul Pszkovba, és bejelenti, hogy a várost a Moszkvai Nagyfejedelemséghez csatolja. Olga kedvese elvesztése miatt szomorkodik. Most már alighanem engedelmeskednie kell apja kérésének, és feleségül kell mennie Matutához. A cár felkeresi Tokamovot, hogy Pszkov további sorsáról tárgyaljon vele, ekkor akad meg a szeme Olgán. A lány nagyon emlékezteti őt egykori kedvesére, Vera Selgonára. Mikor megtudja, hogy Olga valóban Vera lánya, megváltoztatja szándékát és visszaadja Pszkov függetlenségét.

### III. felvonás
Olga felkeresi a jó hírrel kedvesét, de éppen hogy egymásra találnak, máris rájuk tör embereivel Matuta. Tucsa alulmarad a túlerővel szemben, megsérül, kedvesét pedig magukkal ragadják a támadók. Matuta, miután tudomást szerzett Iván Olga iránt tanúsított érdeklődéséről, úgy dönt, hogy átadja a cárnak a lányt. Olga elmeséli Ivánnak, hogy Tucsát szereti, de apja Matutához akarja hozzáadni, akit nem szeret, sőt fél tőle. A cár megígéri neki, hogy megvédi és magával viszi Moszkvába. Tucsa féltékenységében embereivel rátör Iván táborára. A zajra Olga lép ki az uralkodó sátorából. Megkísérli szétválasztani a hadakozó feleket, de ekkor egy golyó eltalálja és holtan esik össze. A cárt megrázza nemrég megtalált gyermeke halála, és visszavonja Pszkov függetlenségét.